# Луховицкое благочиние
Луховицкое благочиние — округ Коломенской епархии Русской православной церкви, объединяющий приходы в пределах городского округа Луховицы Московской области.
В составе округа 25 приходов. Благочинный округа — священник Владимир Сазонов, настоятель церкви Рождества Христова города Луховицы.

## Храмы благочиния

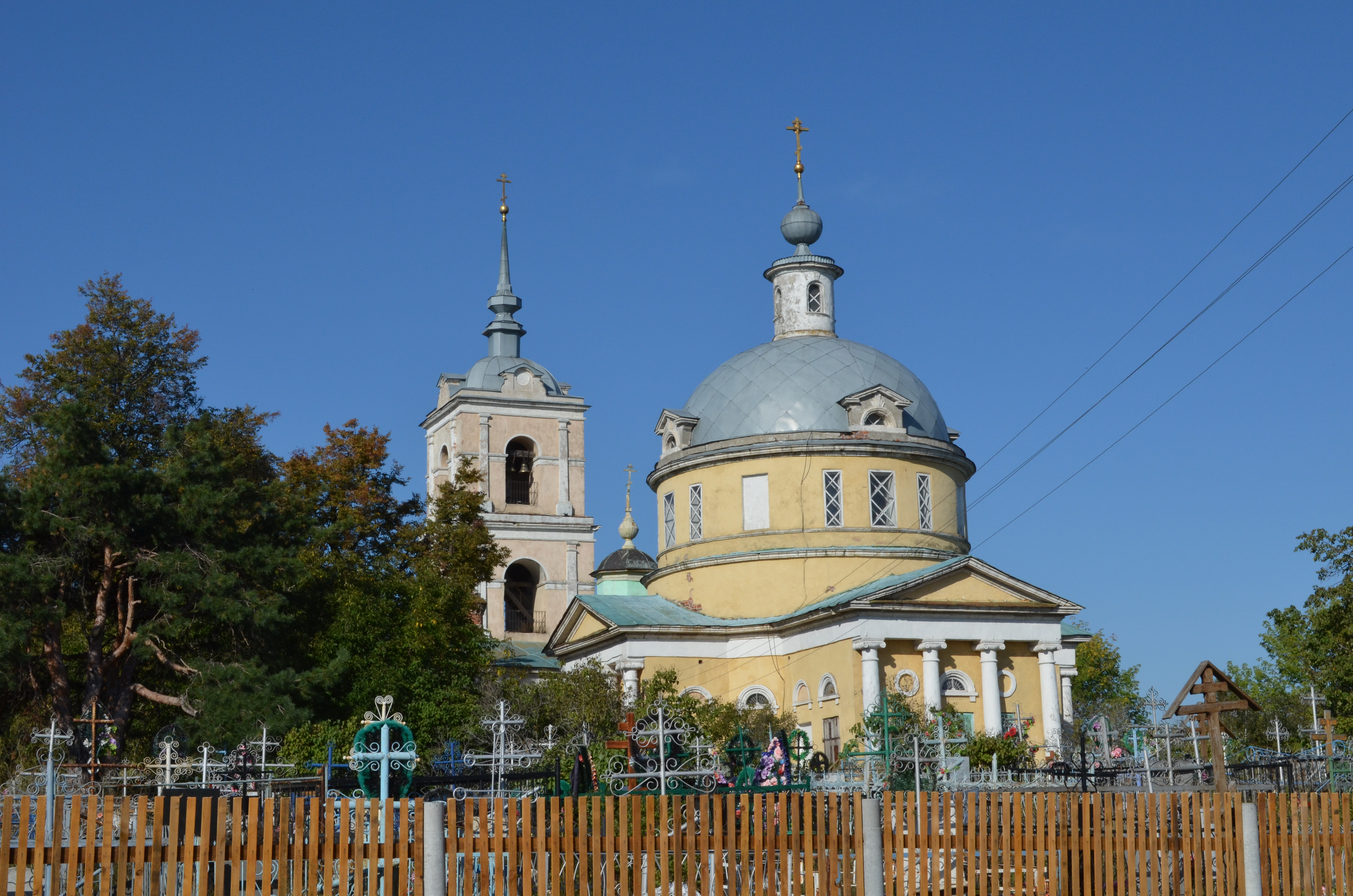
Церковь Трёх Святителей в Белоомуте

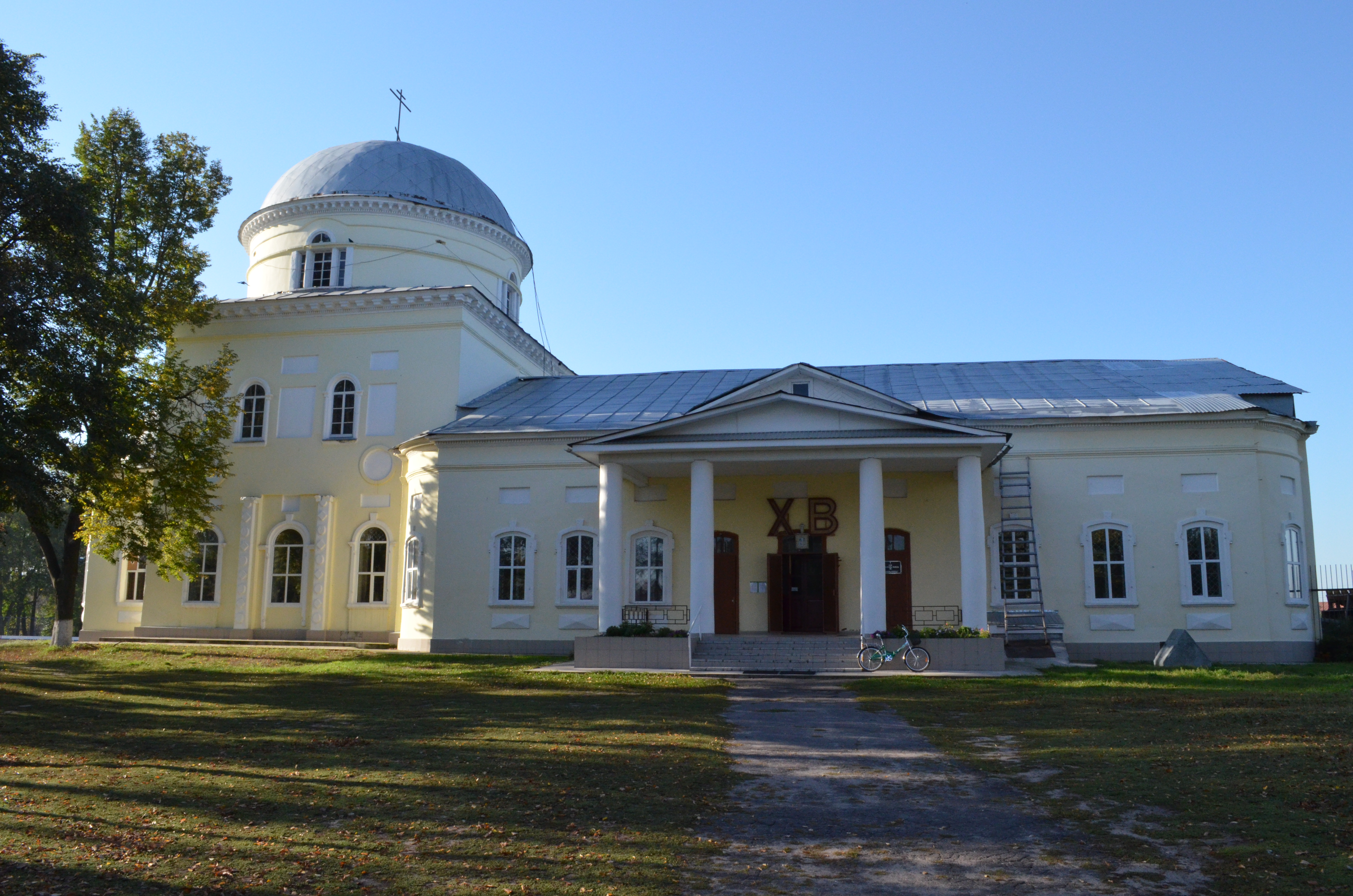
Церковь Преображения Господня в Белоомуте

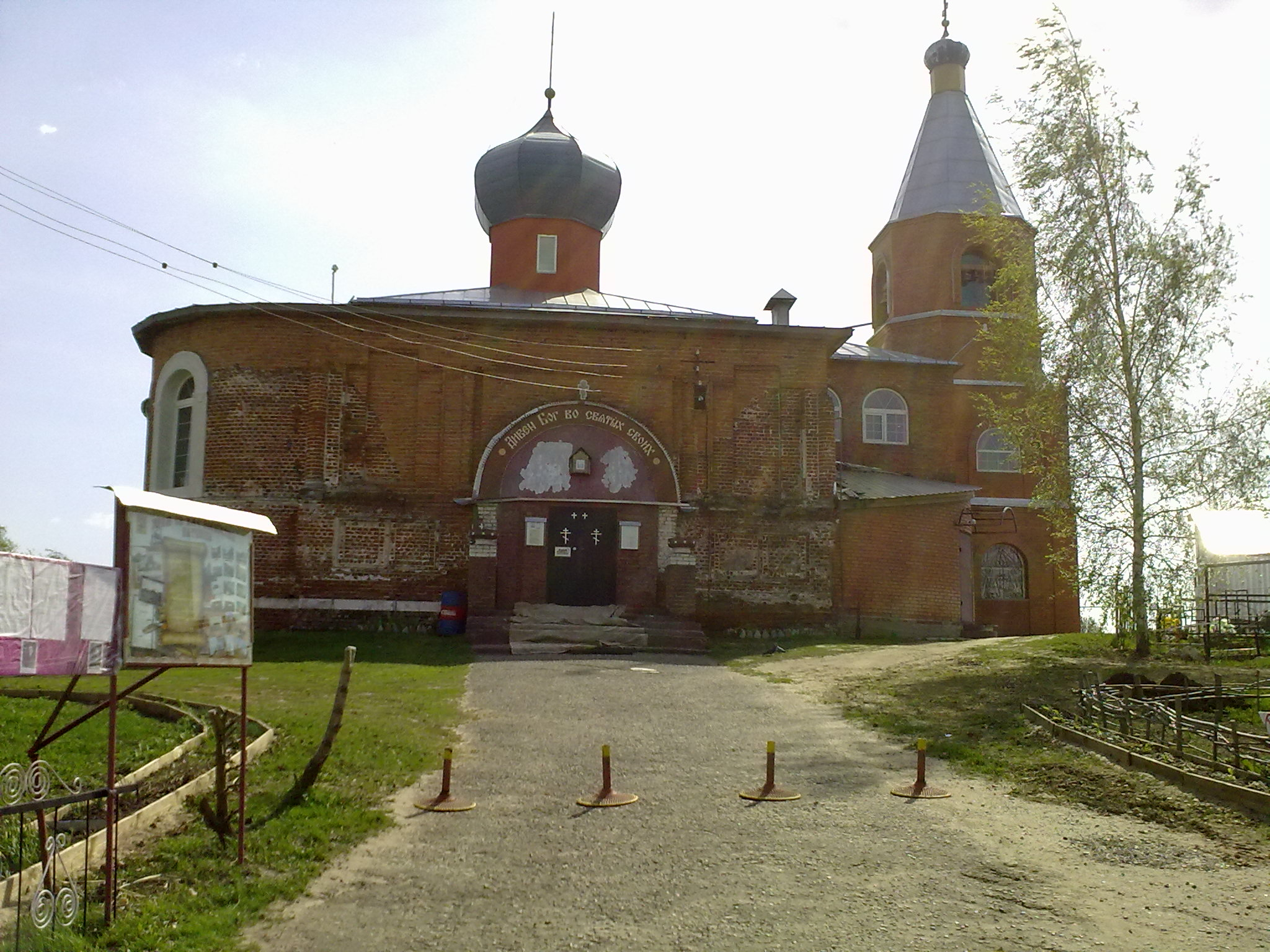
Церковь Святой Параскевы Пятницы в Горетово

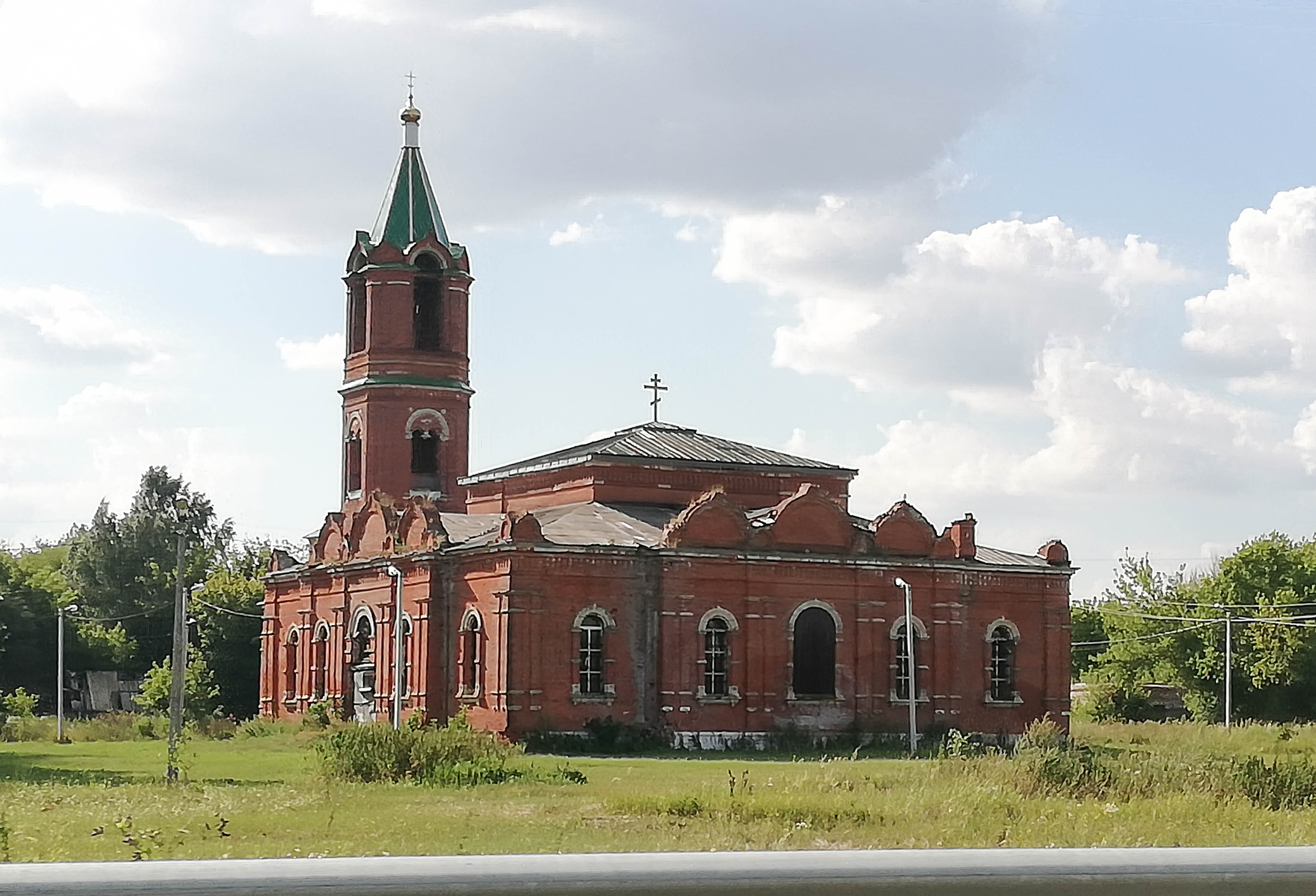
Церковь Рождества Христова в Григорьевском

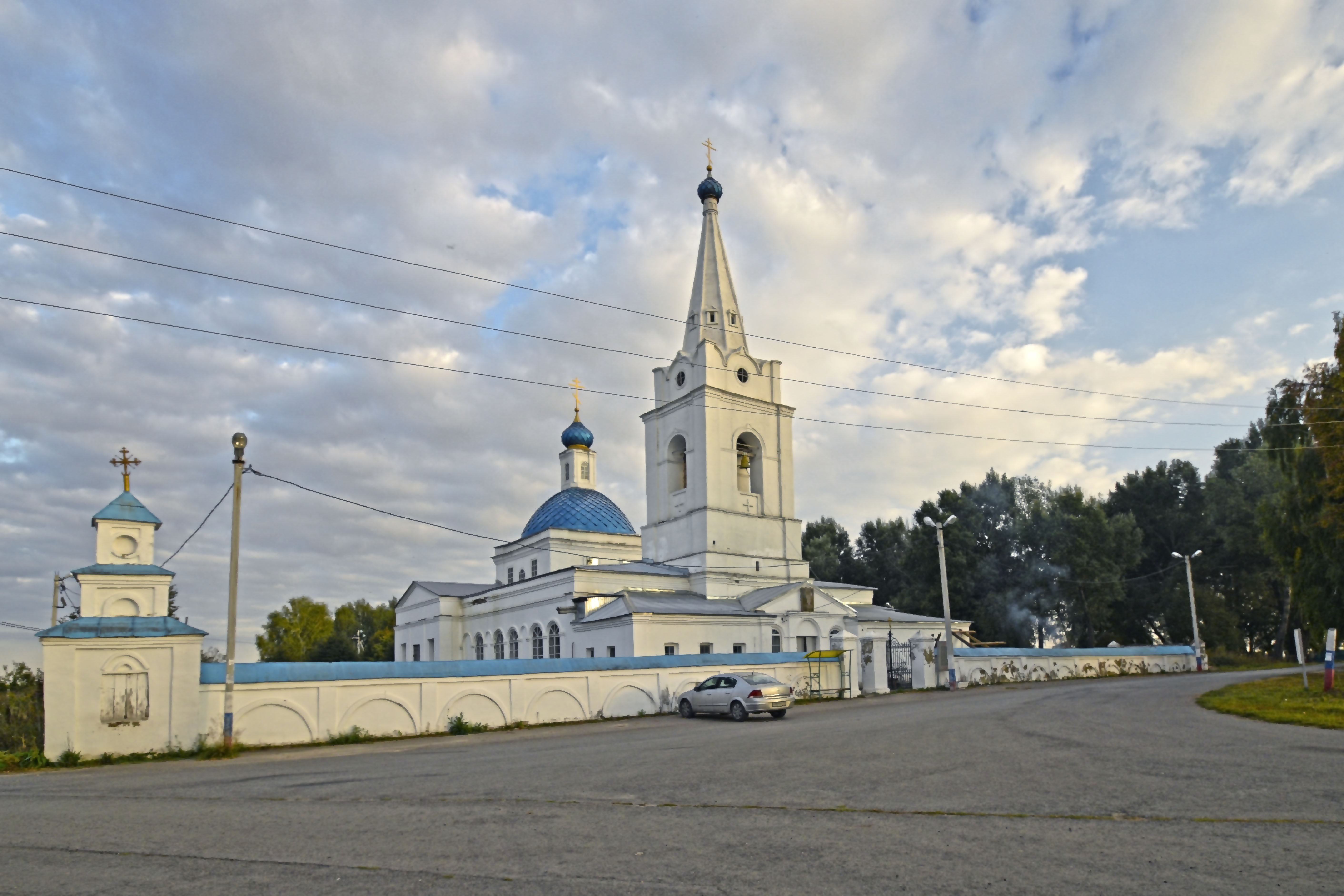
Церковь Казанской иконы Божией Матери в Долгомостьево

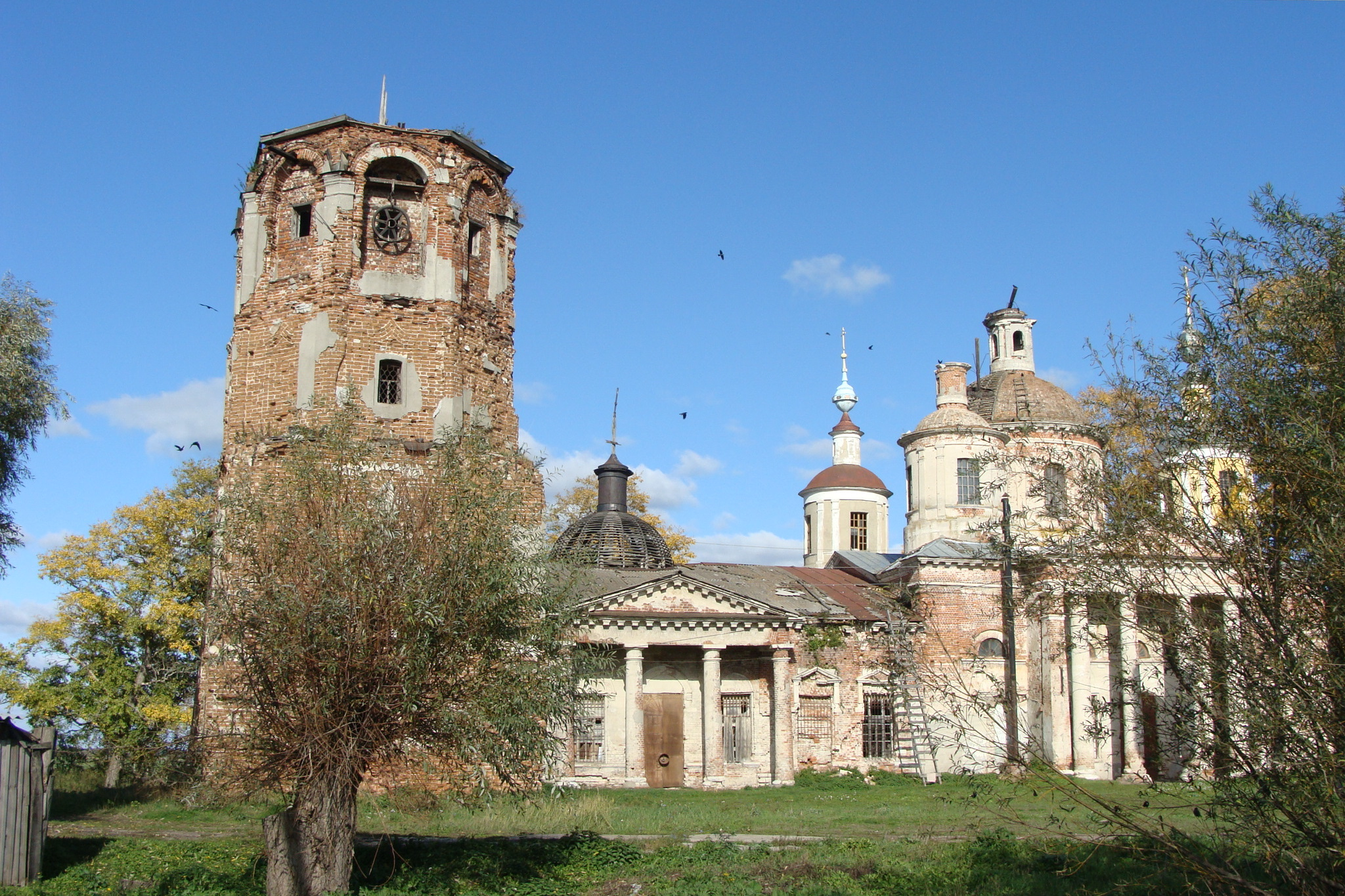
Церковь Воскресения Христова в Ловцах

### село Алпатьево
- Церковь Казанской иконы Божией Матери
- Церковь иконы Божией Матери «Всецарица»

### посёлок Белоомут
- Церковь Трёх Святителей
- Церковь Успения Пресвятой Богородицы
- Церковь Преображения Господня

### село Гавриловское
- Церковь Покрова Пресвятой Богородицы

### деревня Головачево
- Церковь архангела Михаила

### село Горетово
- Церковь Святой Параскевы Пятницы

### село Городна
- Церковь Святителя Николая

### село Григорьевское
- Церковь Рождества Христова

### село Дединово
- Церковь Пресвятой Троицы
- Церковь Рождества Пресвятой Богородицы

### село Долгомостьево
- Церковь Казанской иконы Божией Матери

### посёлок Красная пойма
- Церковь иконы Божией Матери «Спорительница хлебов»

### село Ловецкие Борки
- Церковь Успения Пресвятой Богородицы

### село Ловцы
- Церковь Воскресения Христова

### город Луховицы
- Церковь Пресвятой Троицы
- Церковь Святителя Николая
- Церковь Казанской иконы Божией Матери
- Церковь Рождества Христова

### село Любичи
- Церковь Воскресения Христова

### село Матыра
- Церковь апостола и евангелиста Иоанна Богослова

### село Подлесная Слобода
- Введения во храм Пресвятой Богородицы.

### село Троицкие Борки
- Церковь Святой Троицы

### село Фруктовая
- Церковь Преображения Господня[2]

## Канцелярия благочиния
Луховицы, Церковь Рождества Христова, ул. Жуковского, д.41.
Телефон (49663)3-12-99